# 메피스토 박사
알폰스 메피스토 박사(Dr. Alphonse Mephisto)는 사우스 파크 만화영화 시리즈에 나오는 가상의 등장인물이다. 그의 목소리는 트레이 파커가 연기했다. 그는 마을의 미친 유전공학자이다. 그는 초기 1 시즌이 포함되는 초기 에피소드에서 중요한 역할을 맡았다. 그의 아들은 테란스라고 불린다. 그는 명백하게 모레뉴 박사의 섬에서 말런 브랜도가 맡은 역할을 기초로 하였다.
메피스토 박사는 1시즌과, 2시즌에 그가 중대한 역할을 맡았다고 알려져 있고, 그리고 다음 중심 등장인물로 신중하게 검토하고 있다. 나중에 최근 시즌(7~10 시즌)에서 메피스토 박사는 국면의 해결점을 찾거나, 아니면 그가 가끔 등장(아니면 모두 안보이거나) 하게 될 것이다.

## 창조물들
그는 다방면의 미친 과학자인데, 그는 모든 종류의 이상한 돌연변이를 이끌어낸다. 그리고 또한 NAMBLA - 미국 내에서 말론 브랜도와 닮은 사람들의 협회 회원이기도 하다.

### 케빈
케빈은 "작은 원숭이 인간" 으로써 메피스토 주위를 따라다닌다. 케빈은 여러 셔츠를 입고, 유명한 팝스타가 실패하도록 만든다. 그는 메피스토를 어디든지 따라 다닌다. Starvin' Marvin 에피소드에서 쉐프는 케빈이 보고 있는 것 때문에 연설을 멈추고, 이렇게 외친다: "저게 뭐야?!". 이 노래는 Primus가 부른 Chef Aid 앨범에 케빈의 근본에 대해서 설명한다. 이 노래는 캐논이거나, 캐논이 아닐 수도 있다.

### 네개의 엉덩이를 지닌 원숭이
그의 주력 창조물은 엉덩이가 4개 달린 동물인데, 특히 그의 악독한면이 드러난 것이 엉덩이가 4개 달린 원숭이이다. 메피스토는 그 원숭이가 지구를 위해서 좋다고 생각한다.

### 스탠클론
애들이 코끼리와 되지를 합치려고 도움을 청하러 왔을 때, 메피스토는 스탠이 뒤돌아서 갈 때 스탠의 DNA를 훔치게 된다. 메피스토는 그 DNA를 가지고 거대한 클론을 만들게 된다. 그 클론은 기형이 되고, 미쳐 날뛰게 되어서 연구소를 탈출하고, 도시로 나가서 모든 것을 파괴한다. 클론은 나중에 스탠의 사나운 누나인 셸리가 클론을 벽에다 던져서 겨우 멈추게 된다. 그리고 나중에 메피스토 박사가 그 클론을 죽이게 된다.

### 돌연변이 칠면조들
Starvin' Marvin 에피소드에서 세계의 기아들을 해결하기 위해서 메피스토는 칠면조를 복제하게 된다. 이 칠면조들은 꽤 취해서 밖으로 탈출하게 되고, 도시로 내려가서 사람들을 죽이게 된다. 그들은 모두 쏴 죽음으로써 끝나게 된다. 그리고 그 죽은 칠면조들은 배고픈 마빈이 그걸 다 들고 에티오피아로 가게 된다. 그뿐 아니라 사우스 파크 비디오 게임의 첫 번째 레벨에 추수감사절 특집 칠면조로 등장하게 되는데, 메피스토 박사도 게임에서 Head to Head 모드에서 플레이 할 수 있는 잠겨 있는 등장인물로 나오게 된다.

## 메피스토 박사가 특출하게 나온 에피소드
- An Elephant Makes Love to a Pig- 메피스토 박사는 스탠의 DNA를 훔쳐서 그의 복제를 만든다. 그리고 그의 복제는 도시를 파괴하게 된다.
- Starvin' Marvin- 메피스토가 만든 술취한 칠면조 복제들이 탈출해서 사람들을 죽인다.
- Cartman's Mom is a Dirty Slut (Part One)- 메피스토는 카트만의 아버지를 찾기 위해서 남자들에게 DNA 테스트를 받도록한다. 결과가 발표되려는 에피소드의 마지막서 클리프 행거로 짤리게 된다.
- Cartman's Mom is Still a Dirty Slut (Part Two)- 메피스토 박사가 카트먼의 아버지를 밝히려고 할 때 총에 맞게 된다. 맨 마지막에 그는 카트먼의 아버지가 그의 어머니인 리안 카트만이라고 밝히게 된다. 그의 아버지가 그의 어머니가 된 이유는 그녀가 양성인이었는 이유와, 그리고 딴여자를 임신을 시켰기 때문이다. 이 밝혀진 것으로, 카트먼은 그의 어머니에 대해 관심을 꺼버렸다.
- Prehistoric Ice Man - 1996년도에 냉동된 스티브에 대해서 배운다.
- Spontaneous Combustion- 엉덩이가 7개 달린 거북이로 노벨상을 노리게 된다.
- Cartman Joins NAMBLA- 메피스토는 카트먼에게 NAMBLA에 가입하고 한다.

메피스토 박사는 사우스 파크에서 역할을 받는 것이 잘 보이지 않는다. 모든 과학적인 일은 랜디 마시가 거의 도맡아서 하고 있다. 메피스토는 여전히 타이틀 영상에서 관중 장면에서 7시즌의 크리스마스 특변판에서 관중역의 카메오를 맡고 있다. 그리고

## 잡다한 상식들
- 메피스토 박사의 형제는 매 달마다 그를 쏘는 것을 시도하고 있다.
- 그는 미국에서 말런 브랜도를 닮은 사람들 협회의 회원이다.